# 流苏石斛
流苏石斛（学名：Dendrobium fimbriatum）为兰科石斛属下的一个种。

## 扩展阅读
維基物種上的相關：流苏石斛